# Luigi Accattatis
Luigi Accattatis (2. listopadu 1838 Cosenza – 8. června 1916 Bianchi) byl italský historik a lingvista.

## Život
Členem Accademia Cosentina se stal roku 1858, ve svých dvaceti letech. Spolupracoval s několika periodiky (L'era nuova, Il Gravina, Il Crati, Il Contadino calabrese). Roku 1869 vydal první svazek Biografie degli Uomini Illustri Calabresi; čtyřsvazkové dílo bylo dokončeno 1877. Roku 1879 se stal ředitelem gymnázia v Sciglianu. V tomto místě, odkud pocházela jeho rodina, založil spolek Accademia scientifico-letteraria, zřídil tiskárnu a roku 1882 založil noviny L'Eco del Savuto. V roce 1884 se vrátil do Cosenzy, kde byl po dvou letech zvolen prezidentem Accademia Cosentina.
Roku 1890 se přestěhoval do Bianchi, kde se věnoval svému nejvýznamnějšímu dílu Vocabolario Calabrese, publikovanému v letech 1895-98. Tento slovník obsahuje informace o historii, geografii a folkloru obcí Cosenzy.

## Dílo
- Biografia di Giambattista Marzano : opera del prof. Luigi Accattatis, Cosenza, 1877
- Campanella poeta : studio sul canzoniere di fra Tommaso Campanella, Cosenza, 1908
- Discorso inaugurale pronunciato all'apertura del Comizio Agrario del Circondario di Cosenza dal rappresentante Luigi Accattatis il di 13 gennaio 1868, Cosenza, 1868
- Il monastero di Corazzo, canto di Luigi Accattatis, Cosenza, 1852
- L'Accademia Cosentina nei tre secoli e mezzo della sua esistenza : Conferenza letta nella solenne tornata accademica del 14 marzo 1890 , Cosenza, 1891
- Le biografie degli uomini illustri delle Calabrie, Cosenza, 1869-1877
- Reminiscenze patrie : conferenza letta nella inaugurazione della società operaia di Scigliano, addì gennaio 1905, Cosenza, 1905
- Storia di Bianchi dalla sua origine ad oggi, Cosenza, 1977
- Vocabolario del dialetto calabrese : Casalino-Apriglianese, compilato da Luigi Accattatis e diviso in due parti, Castrovillari, 1895-1897
- Vocabolario calabro-italiano e viceversa, compilato dal Prof. Luigi Accattatis, Castrovillari, 1898
- Vocabolario del dialetto calabrese : opera in 3 volumi / Luigi Accattatis, Cosenza, 1963
- Vocabolario del dialetto calabrese : (Casalino - Apriglianese), compilato da Luigi Accattatis e diviso in due parti, Cosenza, 1977